# Günter Rexilius

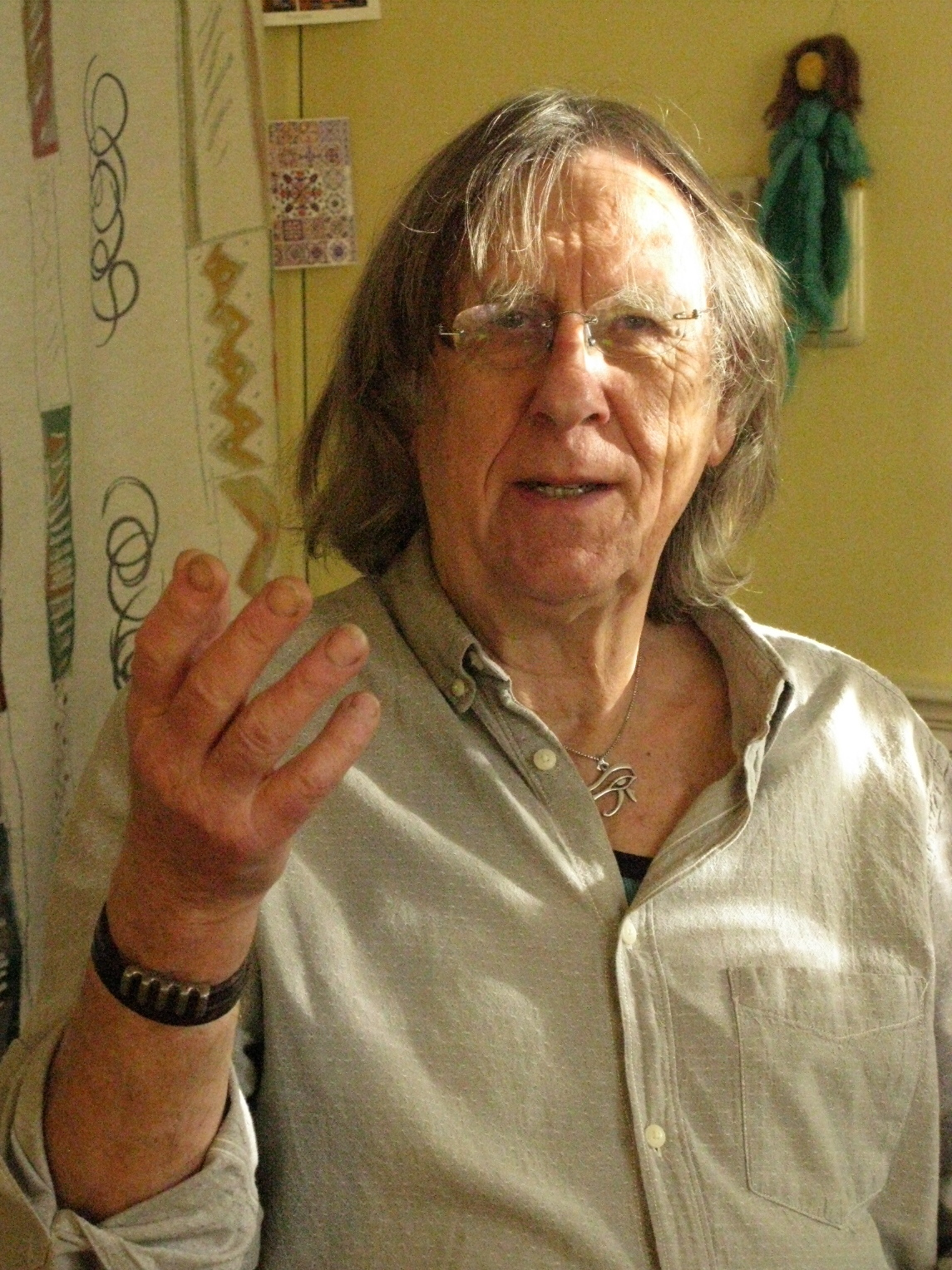
Günter Rexilius, 2020, bei einem Privat-Vortrag

Günter Rexilius (* 17. Januar 1943 in Berlin) ist ein deutscher Psychologe und Psychotherapeut, Hochschullehrer, Familientherapeut und Paartherapeut, Sachverständiger und Prozessgutachter vor allem im Familienrecht und Vormundschaftsrecht.

## Werdegang
Günter Rexilius studierte Psychologie an den Universitäten Bochum und Gießen und machte 1971 sein Diplom. Er erhielt ein Graduiertenstipendium und wurde 1973 an der Universität Bremen promoviert (Logische Konstitution der Subjektivität – Versuch der Vermittlung zwischen Individuum und Gesellschaft). Er habilitierte 1975 für das Fach Sozialpsychologie und lehrte an der Gesamthochschule/Universität Wuppertal, an der Universität Wien und an der Evangelische Fachhochschule für Sozialwesen Dresden zu Persönlichkeitspsychologie, Sozialpsychologie, Sozialpsychiatrie, kritische Psychologie, politische Psychologie, Wissenschafts- und Erkenntnistheorie und Wissenschaftsgeschichte. 
Nach der Wende 1989/90 arbeitete er als Dezernent für Psychiatrie im Landesamt für Soziales und Versorgung Brandenburg, Cottbus. Als praktizierender Psychotherapeut arbeitet er mit den Schwerpunkten: psychoanalytisch begründete Verfahren, systemische Familientherapie und Verhaltenstherapie. 
1993 heiratete Günter Rexilius. Aus dieser Ehe ging eine Tochter hervor.

## Wissenschaftliche und praktische Schwerpunkte
Seine wissenschaftlichen und Arbeitsschwerpunkte liegen unter anderem in den Bereichen Sozial- und Persönlichkeitspsychologie, Soziale Psychiatrie, Sozialisationsforschung, erkenntnistheoretische Grundlagen und Geschichte der Psychologie. Rexilius ist Mitbegründer der kritischen Psychologie – mit kleinem „k“ – Ende der 1960er Jahre. 
1970 gründete er die Zeitschrift Psychologie und Gesellschaftskritik zusammen mit Siegfried Grubitzsch, das erste psychologiekritische Periodikum, in dem Studierende, praktisch und wissenschaftlich Tätige Ideen, Konzepte und Modelle einer neuen, gesellschaftskritisch orientierten Psychologie entwickelten und reflektierten. Er beteiligte sich an der Umsetzung des Konzeptes des Projektstudiums (Verbindung von Lehre, Praxis und Forschung), das Studium und Unterricht an vielen Universitäten veränderte. 
Anfang der 1970er Jahre war Rexilius für mehrere Jahre Vorstandsmitglied im Landesverband Bremen der Deutschen Gesellschaft für Soziale Psychiatrie (DGSP). Dabei beteiligt er sich an der Verbreitung der sozialpsychiatrischen Bewegung. Er gab Impulse für die Gesetzgebung bei der Psychiatrie-Enquête 1975. Er engagierte sich für sozial-therapeutischen Behandlungskonzepten für psychisch kranke, hospitalisierte Menschen und am bundesweiten Modellprojekt des Enthospitalisierens (Deinstitutionalisierens), der Auflösung der psychiatrischen Langzeitklinik Kloster Blankenburg/Bremen. 
Er initiierte und leitete Männergruppen zur Veränderung des männlichen Selbstverständnisses in Partnerschaft und Gesellschaft. Er beteiligte sich an der Entwicklung und Organisation des interdisziplinären Projekts Holocaust- und Faschismusforschung an der Bergischen Universität, Wuppertal. 
Ab 1990 engagierte Rexilius sich in der Weiterentwicklung eines konfliktreduzierenden, lösungsorientierten Modells für den interdisziplinären Umgang mit Trennung, Scheidung und Vormundschaft, um durch Abbau der Paarkonflikte die gemeinsame Sorge der Eltern für ihre Trennungs-/Scheidungskinder zu fördern und die negativen psychischen Folgen für sie zu verringern (z. B. Eltern-Kind-Entfremdung). 
Im Rahmen seines sozial-politischen Engagements ist er Mitbegründer der IPPNW-Regionalgruppe Mönchengladbach (Internationale Ärzte für die Verhütung des Atomkrieges – Ärzte in sozialer Verantwortung e. V.) sowie des "Netzwerk Willkommen für Flüchtlinge in Mönchengladbach" und arbeitet mit im "Bündnis für Menschenwürde und Arbeit" in Mönchengladbach. 2018 gründete er das Psychosoziale Zentrum für Flüchtlinge in Mönchengladbach. Rexilius engagiert sich durch Publikationen, Lehraufträge an verschiedenen Universitäten in Deutschland und Österreich sowie Tagungen, Fortbildungen und andere Veranstaltungen u. a. in den o. g. Schwerpunktthemen und sorgt für deren Verbreitung.

## Veröffentlichungen (Auswahl)

### Kritische Psychologie
- Zur Problematik der Intelligenz und ihrer Messung. In: Hrsg. zus. mit Bruder, K.J. u. a., Kritik der Pädagogischen Psychologie. Falsche Theorien einer falschen Praxis. Rowohlt, Reinbek 1976, ISBN 3-499-16948-7, S. 181–215.
- Viel Lärm um nichts – Zum Logischen und Historischen in der Psychologie. In: Psychologie und Gesellschaftskritik. 1977, 1(1), ISSN 0342-0981, S. 26–44.
- Grundzüge einer kritischen Psychologie. Focus, Gießen 1977, ISBN 978-3-920352-27-5.
- Marxismus und Theorie der Persönlichkeit? Eine Kritik an Lucien Sève. In: Psychologie und Gesellschaftskritik, 1(2), 1977, S. 76–122.
- Testtheorie – Testpraxis. Hrsg. zus. mit S. Grubitzsch. Rowohlt, Reinbek 1978, ISBN 3-499-17157-0.
- Subjektiver Faktor, Persönlichkeit und Widerspiegelung In: Psychologie und Gesellschaftskritik, 2(5), 1978, S. 99–130.
- Politisches Lernen – Gegenstand der Lernpsychologie? In: Psychologie und Gesellschaftskritik, 3(11), 1979, S. 33–41.
- Psychologische Grundbegriffe. Mensch und Gesellschaft in der Psychologie. Ein Handbuch. Hrsg. zus. mit S. Grubitzsch. Rowohlts enzyklopädie, Reinbek 1981, ISBN 978-3-499-16273-2.
- Peter Brückners Erben. In: Psychologie und Gesellschaftskritik, 1982, 6(4), ISSN 0170-0537, S. 119–123.
- Familientherapie. In: Zygowski, Hans (Hg.), Erziehungsberatung in der Krise. dgvt-Verlag, Tübingen 1984, S. 118–136.
- Psychologie. Theorien-Methoden-Arbeitsfelder. Ein Grundkurs. Hrsg. zus. mit S. Grubitzsch. Rowohlts Enzyklopädie, Reinbek 1986, ISBN 3-499-55419-4.
- Über die Wissenschaft Psychologie und die, die sie betreiben zus. mit Peter Mattes. In: Psychologie – Ein Grundkurs, s. o.
- Subjektwissenschaft und russische Revolution oder: Der heimliche Konservatismus der kritischen Psychologie. In: W. Maiers & M. Markard, Kritische Psychologie als Subjektwissenschaft. Klaus Holzkamp zum 60. Geburtstag. Frankfurt am Main.: Campus 1988, ISBN 3-593-33853-X, S. 163–172.
- Psychologie als Gesellschaftswissenschaft. Geschichte, Theorie und Praxis der kritischen Psychologie. Herausgeber. Westdeutscher Verlag, Wiesbaden 1988, ISBN 3-531-12017-4.
- Eine Standortbestimmung kritischer Psychologie. In: Psychologie als Gesellschaftswissenschaft, s. oben, S. 12–27.
- Kritische Psychologie – die Entwicklung eines sozialwissenschaftlichen Paradigmas. Zus. m. Peter Mattes, in: Störfaktor, 2(3/4), 1989, S. 6–23.
- Critical psychology – The development of a paradigm in the social sciences. Zus. m. P. Mattes. In: Storia della psicologia e delle scienze del compartomento. 1990, 1, Juli 1991.
- Theoretische Grundlagen und Perspektiven einer kritischen Psychologie. Psychologie & Gesellschaftskritik, 1991, 15/57, ISBN 978-3-925007-57-6, S. 73–100.
- Was kann neue Psychologie sein? In: Benetka, Gerhard, u. a.(Hrsg.): Gegenteile. Gemeinsamkeiten und Differenzen einer kritischen Psychologie. Profil-Verlag München/Wien. 1992, ISBN 3-89019-313-7, S. 83–98.

### Politisch-psychologische Texte
- Kinderladenprojekt Brelohstraße. Im Autorenkollektiv. Bochum 1971
- Die 'Neue Anthropologie' – das theoretische Organ der Rechtsradikalen in der Bundesrepublik. In: Psychologie und Gesellschaftskritik. 1980, 4(13/14), ISSN 0170-0537, S. 104–143.
- Das Mitfühlen kann das Nachdenken nicht ersetzen. In: BarOn, Beiner & Brusten (Hrsg.): Der Holocaust. Wuppertal: Universität, FB 1/3, 1988, S. 222–229.
- Politisch-psychologische Anmerkungen zum sogenannten Historiker-Streit. In: Psychologie & Gesellschaftskritik. 1988, 12(3), ISBN 3-925007-47-4, ISSN 0170-0537, S. 77–88.
- Politisch-Psychologische Anmerkungen zur Situation der Grünen. In: Psychologie & Gesellschaftskritik, 13(3), 1989, S. 39–60.
- Drei Generationen im Schatten der NS-Vergangenheit: Beiträge zum Internationalen Forschungskolloquium Lernen und Pseudo-Lernen in der Aufarbeitung des Holocaust. Hrsg. zusammen mit Konrad Brendler, Wuppertaler sozialwissenschaftliche Studien, Band 4/1991, ISBN 3-923499-53-1, ISSN 0934-1145.
- Das Gesellschaftliche im Individuellen. Plädoyer gegen den Verzicht auf gründliches Hinsehen und NachDenken Vortrag auf dem 2. Holocaust-Kongreß in Wuppertal. In: K. Brendler & G. Rexilius, Kongreßbericht, Wuppertaler Sozialwissenschaftliche Studien, 1991, Band 4.
- Plädoyer für eine politische Psychologie Forum Kritische Psychologie, 27, 1991, S. 23–42.
- Der Biologismus der systemischen Erkenntnistheorie – eine Kritik an Maturana & Varela. Vortrag auf dem Kongress "Kritik der Systemischen Theorie" in Bamberg im Oktober 1992. In: G. Hörmann (Hrsg.): Im System gefangen. Zur Kritik systemischer Konzepte in den Sozialwissenschaften. Verlag Dietmar Klotz, 1994, ISBN 978-3-9803615-1-4.
- Gewalt gegen Kinder. Vortrag auf dem Kongress „Gewalt und Kinder“ des Landesjugendrings Thüringen und des Paritätischen Bildungswerkes Thüringen, November 1992. In: Landesjugendring Thüringen e.V. (Hrsg.): Gewalt und Friedenserziehung. 1993.
- Das Persönliche ist politisch ist persönlich. In: Psychologie & Gesellschaftskritik. Heft 100, 2002, ISBN 3-89806-125-6, ISSN 0170-0537, S. 35–66.
- Gegen den Terror der Profitmacht. Perspektiven der Friedensbewegung. In: Bauer, Rudoph (Hrsg.), Kriege im 21. Jahrhundert: Neue Herausforderungen der Friedensbewegung. Friedenspolitische Reihe Sonnenberg, Sammelband mit Beiträgen der Antikriegskonferenz 2014 in Berlin. ISBN 978-3-933264-77-0, S. 317–340.
- Das (r)evolutionäre Subjekt – eine meta-psychologische Studie über Aufklärung, Agitation, Aufbruch. Nora-Verlag, Berlin 2019, ISBN 978-3-86557-476-3.

### Familienrecht
- Neue Perpektiven psychologischer Arbeit bei Trennung und Scheidung. In: How to put it out? Perspektiven professioneller Qualität. 46. Arbeitstagung österreichischer Jugendamtspsychologen. Magistrat der Stadt Wien, 1999.
- Psychologie im Familienrecht – Überlegungen aus psychologischer Sicht. In: Kind-Prax. 2000, Heft 1, ISSN 1434-8330, S. 3–8.
- Alles o. k mit dem Kindeswohl? Ein Plädoyer für eine Reform der Reform des Kindschaftsrechts. In: Kind-Prax. 2001, Heft 4, ISSN 1434-8330, S. 112–117.
- Die schwierigen Verhältnisse in den Beziehungen zwischen „primären“ und „sekundären“ Eltern – ein Versuch, sie zu entkrampfen. In: Evangelische Akademie Bad Boll, Der pflegliche Umgang mit Kindern in Umgangsfragen. Protokolldienst 1/2001.
- Lösungsorientierte Arbeit im Familienrecht. Intervention bei Trennung und Scheidung (Der systemische Ansatz im Familienrecht). Hrsg. zus. mit Elmar Bergmann und Uwe Jopt. Bundesanzeiger-Verlag 2002, Köln, ISBN 3-89817-133-7.
- Der fachliche Umgang mit Pflegekindern – systemisch betrachtet Zus. mit Elmar Bergmann. In: E. Bergmann, U. Jopt & G. Rexilius, Lösungsorientierte Arbeit im Familienrecht.
- In der Falle des Familienrechts oder Wie Eltern verrückt gemacht werden. In: KindPrax, Heft 4, 2002.
- Einige Grundlagen interventionsorientierter gutachterlicher Tätigkeit. In: Bund Deutscher Psychologen, 2. Tag der Rechtspsychologie Leipzig. Tagungsband. Leipzig 2002.
- Psychologische Begutachtung kritisch-psychologisch gesehen – am Beispiel Familienrecht. In: Psychologie und Gesellschaftskritik. 2014/2015, Heft 152/153, ISBN 978-3-95853-047-8, ISBN 978-3-95853-048-5 (E-Book), S. 149–173.